# Huawei E220
Huawei E220 – modem firmy Huawei, który umożliwia bezprzewodowy dostęp do Internetu, wykorzystywany u wielu ISP np. T-Mobile (blueconnect), Plus (iPlus), Orange (Orange Free), Play (Play Online),,,, czy też: Vodafone działający w technologii GSM, GPRS, EDGE, UMTS i HSDPA, podłączany do komputera przez port USB.

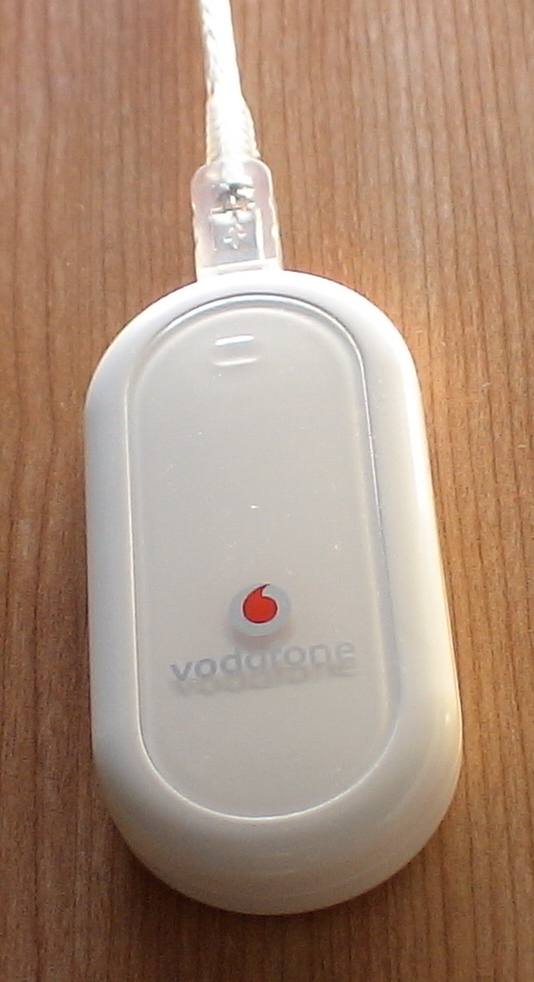
Modem Huawei E220 podłączony przez operatora Vodafone

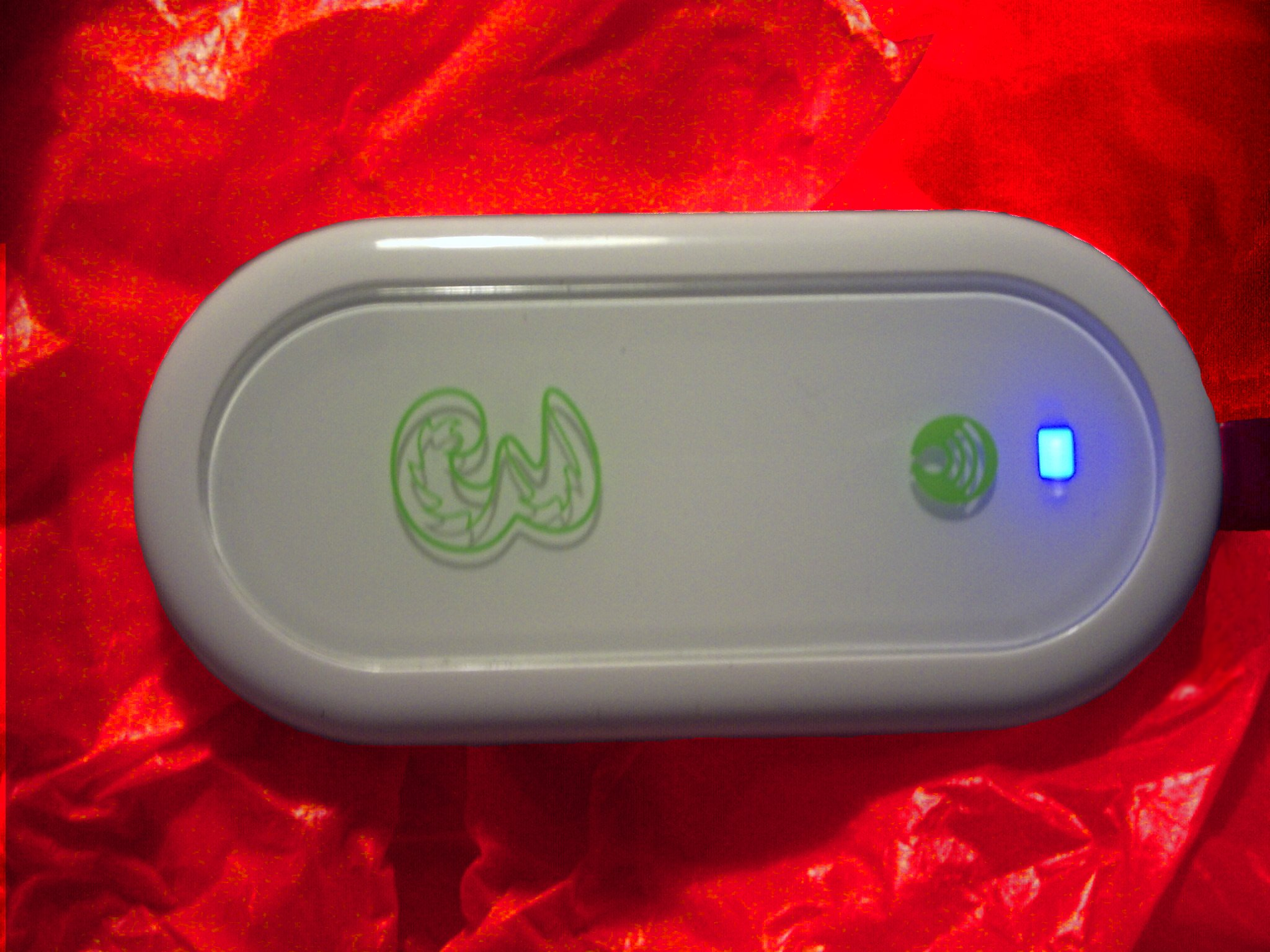
Modem Huawei E220 podłączony przez operatora Three

Huawei E220 to pierwszy modem zewnętrzny chińskiego producenta i zarazem jeden z pierwszych modemów obsługujących technologię UMTS. Jest to modem z łączem USB, który umożliwia korzystanie z mobilnego dostępu do Internetu w technologii GPRS, EDGE, UMTS (prędkość do 384 kbps) i HSDPA 1 generacji (prędkość do 1,8 Mbps) oraz HSDPA 3 generacji (do 7,2 Mb/s). Modem komunikuje się z komputerem przez złącze USB 2.0. Komfort pracy zapewnia możliwość korzystania z najlepszej dostępnej technologii transmisji danych. W największych miastach abonent korzysta z sieci 3G oferującej prędkość przesyłu danych do UMTS 384 kb/s, w mniejszych miastach używa technologii EDGE, a na terenach pozamiejskich GPRS. Modem jest także przygotowany do pracy w przyszłości w nowej, superszybkiej technologii transmisji HSDPA.
Specyfikacja sprzętowa:
- praca w sieciach: GSM/GPRS/EDGE (850/900/1800/1900 MHz),     UMTS/HSDPA (2100 MHz)
- modem zasilany z portu USB komputera. W przypadku niektórych kontrolerów USB wymagane jest zasilanie z dwóch portów USB jednocześnie.
- obsługa wiadomości tekstowych SMS
- obsługa interfejsu USB 2.0